# Ga Xuân Sơn Nam
Ga Xuân Sơn Nam là nhà ga xe lửa có vị trí ở huyện Đồng Xuân, tỉnh Phú Yên. Nhà ga là một điểm trên tuyến đường sắt Bắc Nam nối ga La Hai và ga Chí Thạnh. Ga Xuân Sơn Nam nằm tại Km 1162 + 200, có tổng diện tích sử dụng đất hơn 1,1 hecta. Nhà ga này hiện đang trong quá trình xây dựng.